# Jordi Roura
Jordi Roura (ur. 10 września 1967 w Llagostera) – hiszpański asystent (wcześniej także trener piłkarski). Jako piłkarz występował w takich klubach, jak FC Barcelona B, FC Barcelona, Real Murcia i Figueres. W 2009 roku został członkiem sztabu technicznego ówczesnego trenera Barcelony Pepa Guardioli, gdzie odpowiadał za analizę gry i rozpracowywanie taktyczne rywali. Od 2012 roku pełni w Barcelonie rolę jednego z asystentów pierwszego trenera, najpierw Tito Vilanovy (którego obowiązki przejął chwilowo w 2013 roku, z powodu nawrotu choroby nowotworowej szkoleniowca), a następnie Gerardo Martino.